# Ванноцца деи Каттанеи
Ванноцца (полное имя — Роза Джованна) деи Каттанеи (итал. Vannozza (Giovanna) dei Cattanei) (13 июля 1442 — 24 ноября 1518, Рим) — любовница папы римского Александра VI, мать Лукреции, Чезаре, Хуана и Джоффре Борджиа. Была женщиной, с которой будущего папу связывали самые продолжительные отношения — около пятнадцати лет.

## Биография
Дочь Якопо Каттанеи (Джакомо деи Каттанеи, Jacopo Pinctoris — «Яков художник») и Менчии, о которых известно очень мало, лишь то, что 20 января 1483 года Менчия уже была вдовой. Предполагается, что отец Ванноццы управлял гостиницами, либо же был художником и приехал из Мантуи.
О её происхождении — из плебеев или же из аристократической среды, а также о детстве никаких достоверных фактов нет. Существует версия, что её семья была из малообеспеченных римских дворян, но эту версию опровергает то, что в сохранившихся документах не существует никакой информации о поддержке Ванноццей позже каких-либо родственников, которые не преминули бы воспользоваться возможностями столь могущественной женщины, а также её детей. Дети Ванноццы, в будущем породнившиеся с правящими домами Европы, не занимались оглашением какой-либо информации о происхождении матери, хотя данные о её благородном происхождении могли бы оказаться для них выигрышными. Известно, что Ванноцца не умела писать, и все свои письма она диктовала секретарю.
Имя Ванноцца является уменьшительной формой имени Джованна, а фамилия Каттанеи встречается в Мантуе, Риме и Венеции, и происходит от латинского Capitaneus. В частности, Каттанео — девичья фамилия знаменитой натурщицы Боттичелли Симонетты Веспуччи, современницы Ванноццы.

### Связь с Александром VI

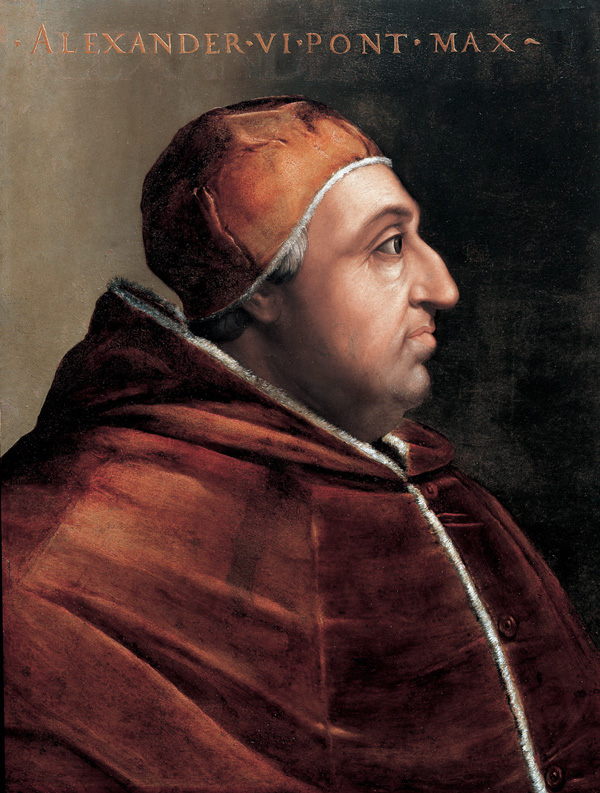
Александр VI

Перед тем как стать любовницей Александра VI, Ванноцца имела продолжительные отношения с кардиналом Джулио делла Ровере (будущим папой Юлием II). Её знакомство с Александром, вероятно, состоялось между 1465 и 1469 гг., когда ей было 23—27 лет (зрелая женщина по нормам ренессансной Италии), а Александру, в тот момент ещё кардиналу Родриго Борджиа, — 34—38 года, и он уже был отцом троих побочных детей (Пьетро Луиса, Джеронимы и Изабеллы) от неизвестных матерей. Есть версия, что она оставалась незамужней в таком возрасте, поскольку избрала карьеру куртизанки. Тем не менее, в сохранившихся списках куртизанок её имя не фигурирует.
Несмотря на то, что любвеобильный кардинал имел связи с другими женщинами, она оставалась его официальной наложницей полтора десятилетия. Ванноцца родила ему четверых детей, которых он позже открыто признал и любил больше прочих, считая их своей настоящей семьёй:
- в 1474 году — Джованни;
- в 1475 году — Чезаре;
- в 1480 году — Лукреция;
- в 1481 или 1482 году — Джоффре.

Точно не установлено, кто родился первым — Джованни или Чезаре. Положение осложняет некоторая вероятность того, что Ванноцца родила Чезаре не от Родриго Борджиа. Кроме того, имеются сомнения по поводу отцовства Джоффре, что, возможно, послужило одной из причин того, что после его рождения Родриго расстался с любовницей.

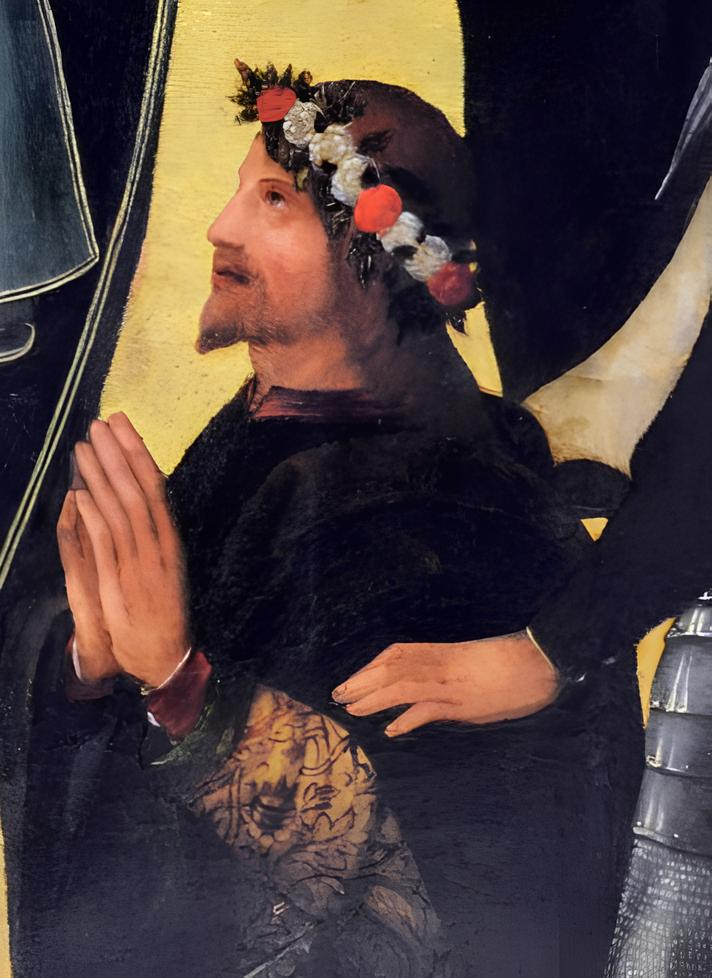
Джованни
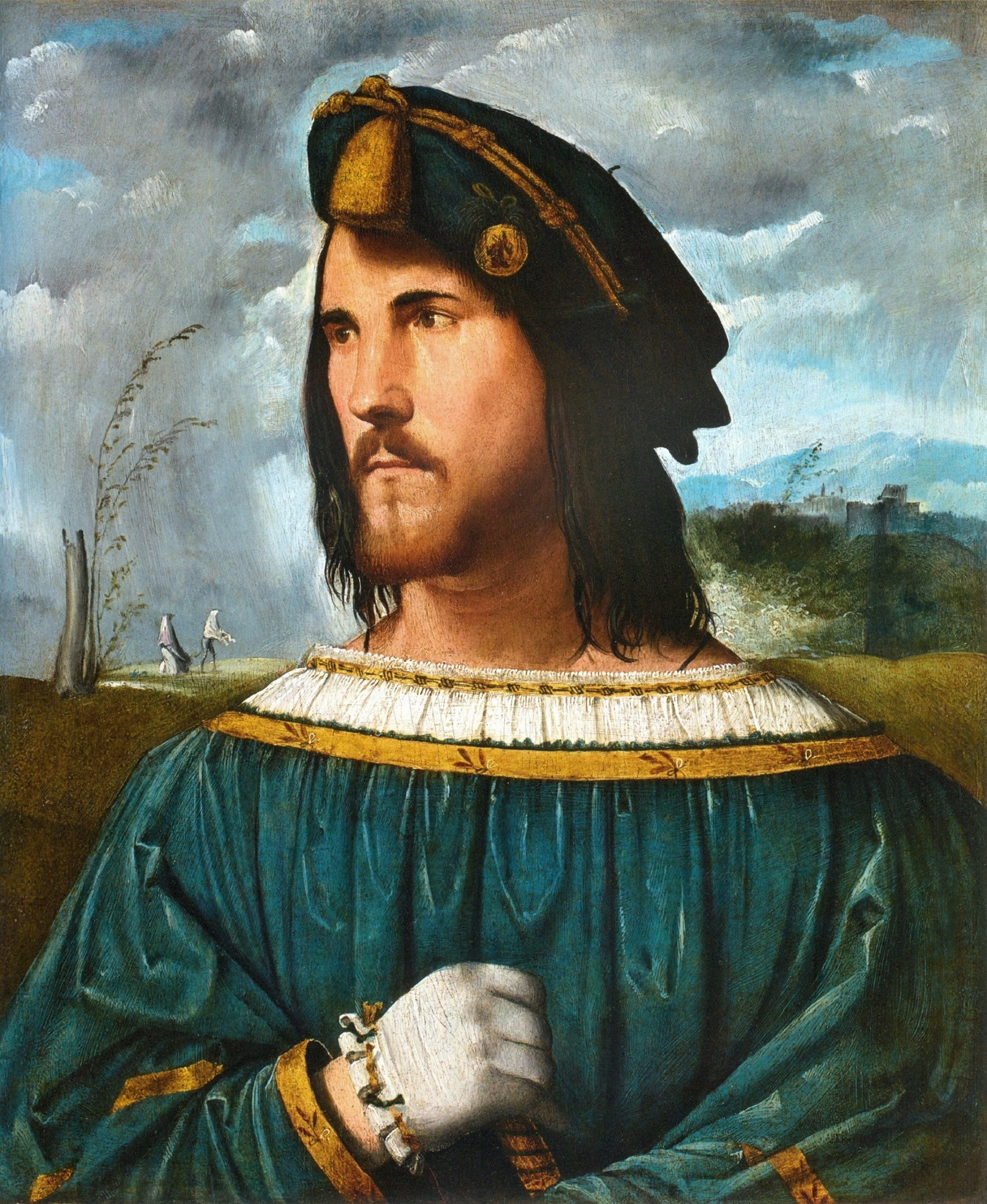
Чезаре
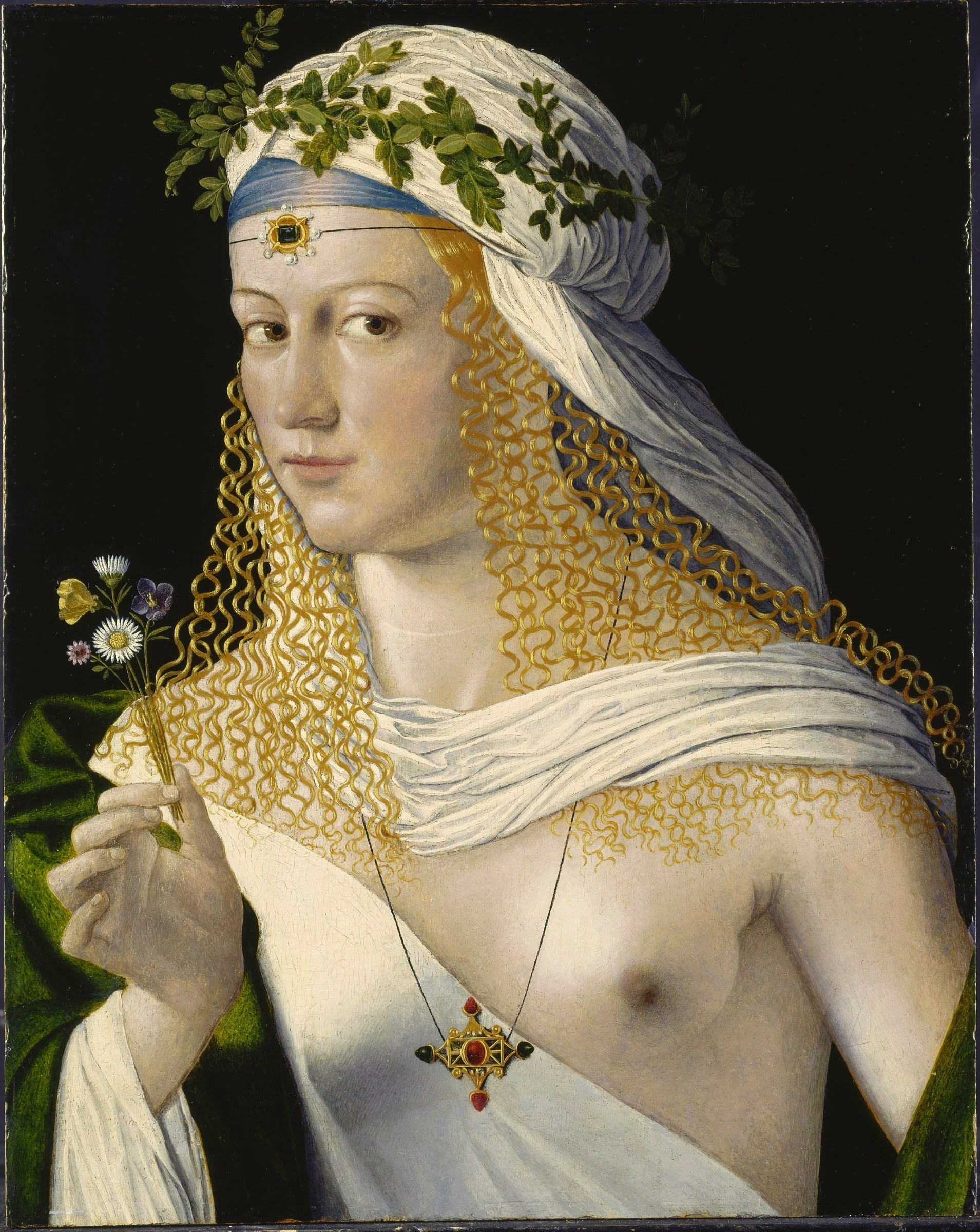
Лукреция
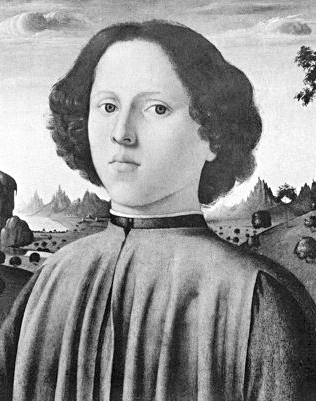
Джоффре

Хотя об отношениях Ванноццы с кардиналом Борджиа было известно, социальные условности требовали, чтобы у неё был официальный супруг. Выбором жениха занимался сам кардинал, причём так, чтобы профессиональные занятия кандидата на роль полуфиктивного мужа обычно требовали от него много путешествовать, так что побочных детей кардиналу Ванноцца рожала, находясь в законном браке. В связи с большой смертностью мужей, замужем Ванноцце удалось побывать четырежды:
- в 1474 году — за Доменико Дзанноццо ди Риньяно (ум. до 1476), административный служащий церковной области, брак состоялся незадолго до рождения первого ребёнка Ванноццы. На свадьбу кардинал подарил любовнице дом на Pizzo di Merlo;
- за Антонио да Бреша, о котором не известно практически ничего. В большинстве книг этот брак не упоминается, и Ванноцца считается лишь трижды замужней;
- в 1480 или 1481 году — за Джорджио делла Кроче (ум. 1486), происходившем из Милана и служившим апостольским секретарём папы Сикста IV;
- в 1486 году — за Карло Канале.

### Охлаждение

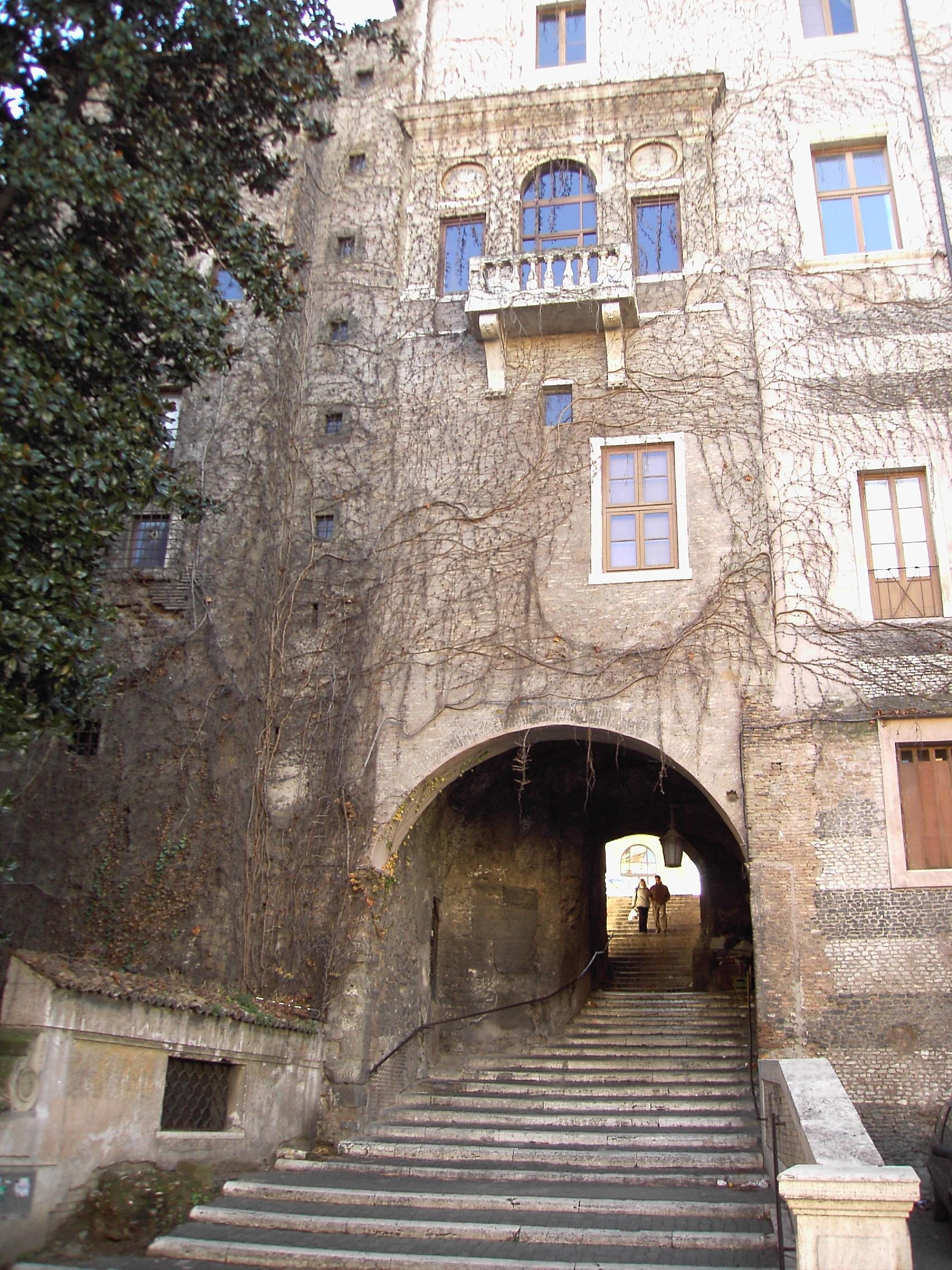
Палаццо Борджиа в Сан-Пьетро-ин-Винколи

В период третьего замужества состояние Ванноццы значительно возросло, не только благодаря подаркам Борджиа, но и благодаря своему чутью, позволявшему ей делать удачные вложения. Ей принадлежали три гостиницы, несколько жилых домов и ломбард — благодаря упоминанию в её биографии таких видов собственности в беллетристике и путеводителях она иногда «превращается» в трактирщицу или содержательницу гостиницы, если не публичного дома. Кроме того, её муж Джорджио делла Кроче был состоятельным человеком, владевшим роскошной виллой с садом около церкви Сан-Пьетро-ин-Винколи на Эсквилинском холме, которая долгое время оставалась одной из немногих достопримечательностей, связанных с её именем.
В 1481 году родился Джоффре, последний сын Борджиа и Ванноццы, в том же году папа Сикст IV по просьбе кардинала издал буллу, где четверо детей Ванноццы были объявлены «племянниками» Борджиа, что означало признание их официального положения. В том же году страсть папы к любовнице сошла на нет, и Ванноцца получила отставку. Следующей наиболее известной возлюбленной папы стала более молодая Джулия Фарнезе. Ванноцца смогла отдавать больше внимания своему законному супругу. В результате в 1482 году на свет появился их законный сын Оттавио делла Кроче.
Но в 1486 году с разницей в несколько дней её муж и их сын скончались. Ванноцца опять оказалась вдовой, уже 44-летней. Родриго Борджиа не бросил бывшую любовницу, опять озаботившись её судьбой. 8 июня 1486 её мужем стал Карло Канале: мантуанец, учёный гуманист, глубокий знаток прозы и поэзии, многолетний казначей кардинала Франческо Гонзага. Этот брак, в отличие от предыдущих, уже не имел целью «обеспечить алиби», прикрыв стыд рождения незаконных детей и т. п., а был устроен кардиналом лишь для обеспечения надёжного будущего бывшей любовницы. В качестве приданого Канале получил значительную сумму и должность в курии. Положение Ванноццы в обществе упрочилось предоставлением фамилии и герба. Документы указывают, что она также использовала фамилию Борджиа.
В новом браке Ванноцца вместе с мужем и детьми покинули дворец на площади Pizzo di Merlo, подаренный ей кардиналом Борджиа во время их связи, и переехали в новое жилье на площади Бранка. В последующие годы семья жила также на вилле в районе Субурра, нынешний Монти, где теперь показывают лестницу Борджиа (Salita dei Borgia). Новый муж Ванноццы, Карло Канале, привязался к своим пасынкам, в частности, к маленькой Лукреции, которой, как считается, он привил любовь к гуманитарным наукам, начал обучать греческому, латыни, поэзии и искусствам. В 1488 году Ванноцца родила ещё одного сына — Джованни.

### Родриго Борджиа — папа Александр VI

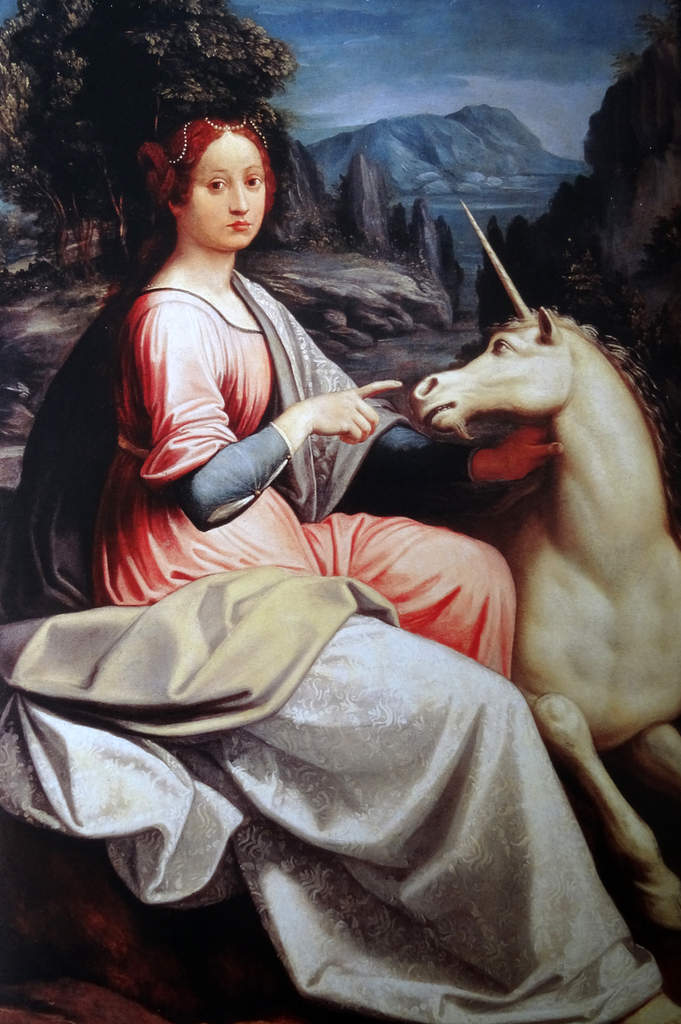
Лука Лонги. «Портрет Джулии Фарнезе». Согласно имеющимся изображениям, Джулия принадлежала к тому же физическому типу итальянок, что и Ванноцца

Важным событием в жизни Ванноццы оказалось получение её бывшим любовником в 1492 году папской тиары. Став представителем Бога на земле, Александр решил обеспечить своим детям должное положение. Для этого, во-первых, он забрал их у матери, Ванноццы, и приблизил к себе. Наиболее трудным оказался случай Лукреции Борджиа, единственной девочки — папа решил закрепить её (и своё) положение должным брачным союзом, и через год после своей коронации выдал её за Джованни Сфорца, господина Пезаро и родственника миланского герцога. Мать невесты на свадьбу не пригласили, и это было лишь первой ласточкой дальнейшего исчезновения детей из её жизни.
Как утверждают слухи, одной из причин такого остракизма стал острый конфликт между Ванноццей и кузиной Александра — Адрианой де Мила, которая, вдобавок, стала свекровью его новой любовницы Джулии Фарнезе. Адриана вместе с Джулией проживала во дворце, подаренном папой, ей же было поручено образование Лукреции. Ненависть Ванноццы к этой женщине становится ещё понятней, если знать, что та не только «отняла» её единственную дочь, но перед этим способствовала возникновению романа между Джулией и папой, то есть — помогала окончательной отставке Ванноццы. Произошедшая ссора была такой сильной, что Ванноцца чуть было не удушила Адриану.
В 1494 г. во время вторжения французов в Италию, 52-летняя Ванноцца претерпела насилие от французских солдат, вторгшихся в её дом.

### Последний этап жизни

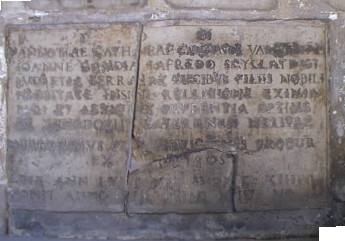
Надгробие

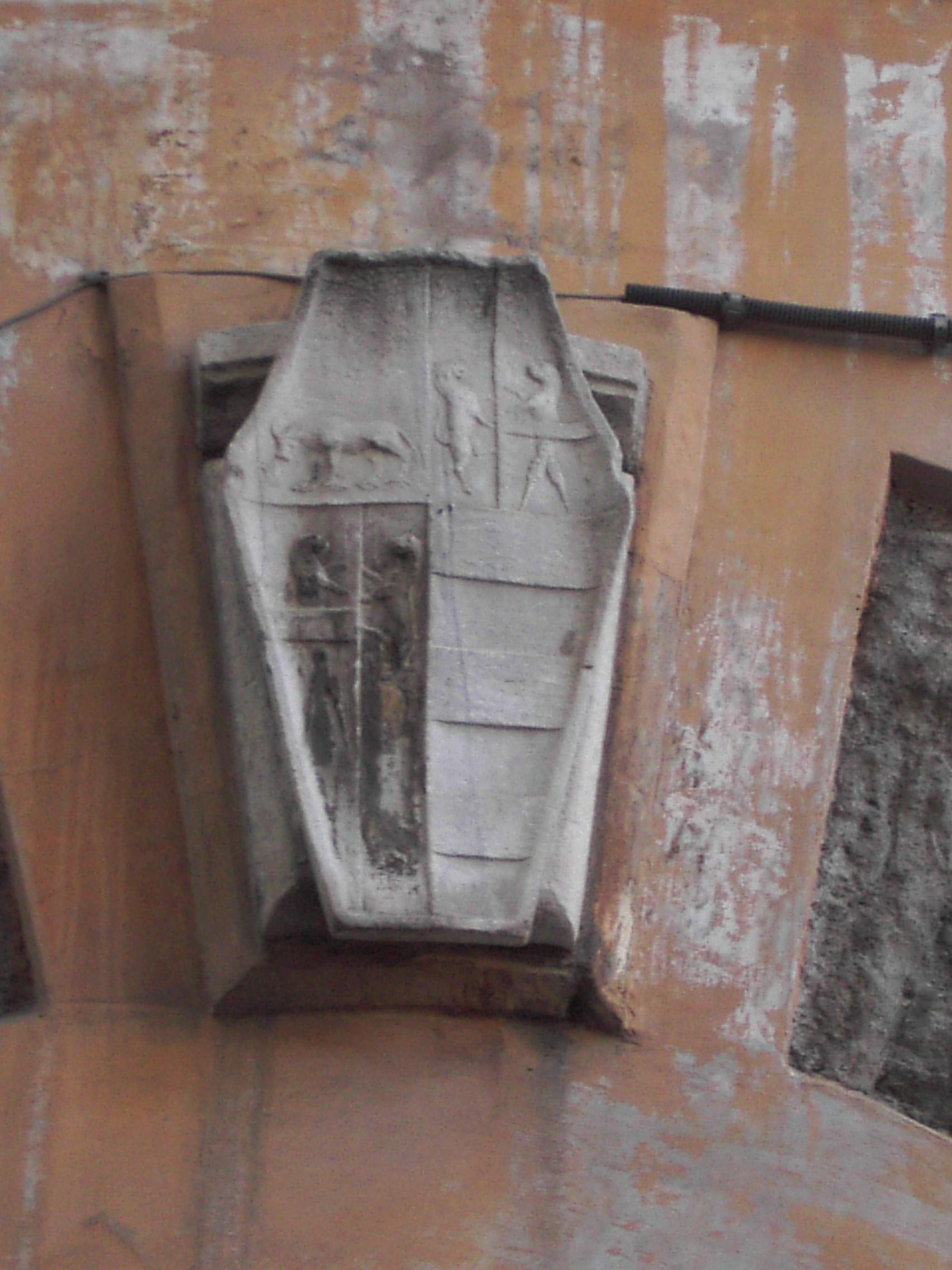
Герб

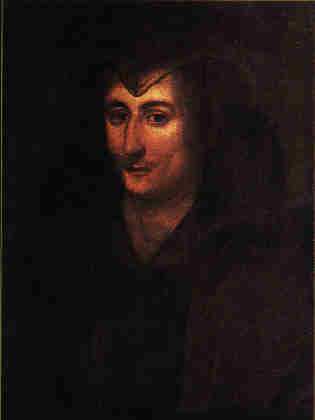
Ванноцца во вдовьем наряде

После свадьбы Лукреция с мужем уехала из Рима, и её встречи с матерью стали ещё более нерегулярными. После этого последовали ещё два брака дочери, на которые Ванноцца не была приглашена. Дальнейшая судьба её детей не радовала: старший, Джованни, был убит в 1497 г. в уличной засаде после того, как возвращался с обеда у матери, причём в его смерти подозревали Чезаре. Последний, в свою очередь скончался в 1507 г., а младший, Джоффре, умер в 1516 или 1517 году по неясным причинам. Пережившая смерть троих сыновей, Ванноцца умерла год спустя, а через год скончалась и Лукреция.
Последние годы своей жизни Ванноцца провела в раскаянии и умеренности. Ею были основаны несколько благотворительных учреждений. Она примкнула к братству Гонфалоне, которому оставила всё своё состояние. К этому времени она давно уже прослыла в обществе достойной уважения матроной, и даже многочисленные враги Борджиа — не только её бывшего любовника, но и сына Чезаре, не подвергали её ни нападкам, ни физическим угрозам. Летописец Паоло Джовио, который познакомился с ней лично, будучи чрезвычайно враждебно настроенным к семье Борджиа, тем не менее написал о ней: «она была порядочной женщиной».
В бульварной литературе упоминают, будто она поделилась либо с Родриго, либо с Чезаре секретом приготовления особого яда, что следует относить к неподтверждённым сплетням. Один из побочных сыновей Джованни жил в доме бабушки.
Скончалась Ванноцца 26 ноября 1518 года в возрасте 76 лет. Похороны могли соревноваться в пышности с кардинальскими. Распоряжения о погребении, данные в её завещании, выполнены не были. Она просила быть захороненной в Santa Maria delle Terme, а оказалась в Санта-Мария-дель-Пополо, рядом со своим сыном Джованни Борджиа, в капелле святой Лючии, украшенной на её средства фресками Пинтуриккио. Эта церковь следующие два века совершала по ней мессы. Останки обоих были утрачены: во время взятия Рима войсками Карла V в 1527 г. Sacco di Roma часовня была разграблена ландскнехтами, опустошившими и могилы.

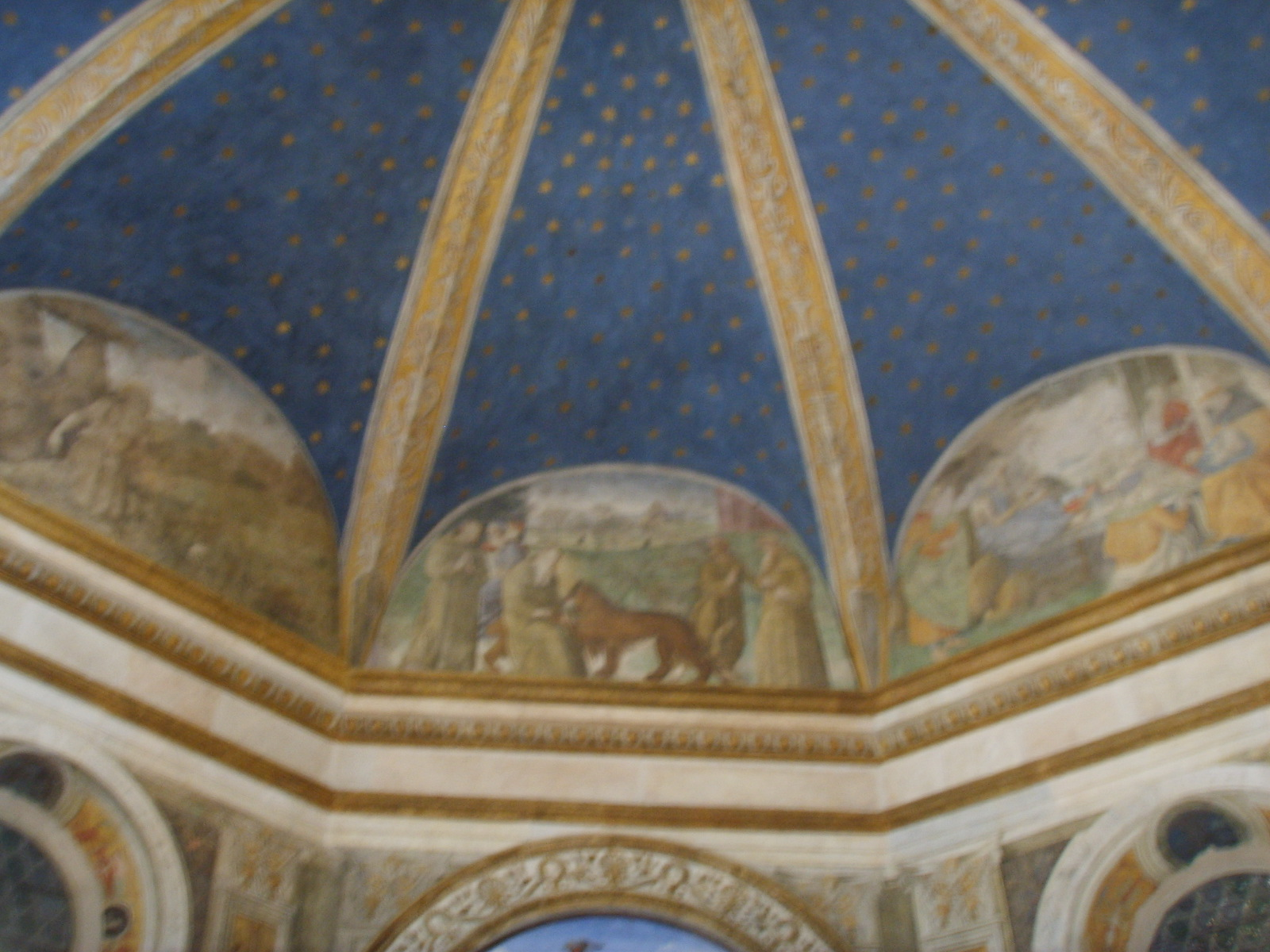
Росписи Пинтуриккио в Санта-Мария дель Пополо

Надпись на её надгробном камне объявляла не без гордости, что она была матерью четырёх самых известных детей Александра VI (причём Чезаре в ней назван первым, что является дополнительным доводом в пользу его старшинства). В 1594 этот надгробный памятник по распоряжению папы Климента VIII был снят — реформируемое папство смущало такое очевидное напоминание о промискуитете своего покойного главы. (Согласно более мирной версии, его снесли при простой реконструкции церкви).
Надгробие было найдено в 1947 году и вмонтировано в отделку собора св. Марка перед Капитолием — у выхода, в портике со львами. В храме Сан-Джованни-ин-Латерано — на дарохранительнице находятся перекованные украшения Ванноццы (жемчуг, бриллианты, золото и серебро), пожертвованные ею церкви. На углу улицы Campo dei Fiori сохранился один из её домов, на котором установлен герб с быком, он разделён на 4 поля, как утверждают, по числу мужей. В верхнем правом — бык — геральдический символ семейства Borgia-Lenzuoli.

## Внешность и портреты
Мемуаристы эпохи говорят о ней как о женщине большой миловидности, наделённой волнующим очарованием и красотой, полностью соответствующим эстетическими канонами периода. Её внешность известна по двум портретам, один из которых приписывается кисти Тициана.
Портреты обнаруживают большое сходство и оба изображают женщину средних лет, с овальным лицом, длинным, тонким носом, который мы находим также в портретах её сына Чезаре, и с маленьким, чётко очерченным ртом.

Но, помимо красоты отца, Чезаре унаследовал утонченность и благородство монны Ваноццы де Катаней, римлянки высокого рода, своей матери. И чувственность алых губ, чуть скрытых шелковистой рыжеватой бородой, дополнялась высоким лбом, орлиным носом и глазами… кто возьмется описать великолепие этих карих глаз?
— Рафаэль Сабатини. «Суд герцога»
Лукреция унаследовала от неё светло-зелёный цвет глаз и оттенок волос.
На тициановской работе голова Ванноццы обвязана тюрбаном, а взгляд меланхолически опущен. Инноченцо Франкуччи изображает бодрую женщину с критическим взглядом. Тем не менее, эта картина — уже посмертное изображение Ванноццы, написанное чтобы напоминать об её облике. В этом полотне любопытен двойной коралловый браслет на правом запястье: этот камень охранял от дурного глаза, что имело значение в виду дурной славы самих Борджиа.

## В популярной культуре
- Лион Фейхтвангер, пьеса «Джулия Фарнезе». Пьеса о её преемнице, Ванноцца — один из персонажей.
- Виктория Холт, исторический роман «Римский карнавал». Один из персонажей.
- Виктория Холт, исторический роман «Мадонна семи холмов». Один из персонажей.
- В телесериале «Borgia» производства французской телекомпании Canal+ Ванноццу сыграла испанская актриса Ассумпта Серна.